# 原町 (川口市)
原町（はらまち）は、埼玉県川口市の町名。現行行政地名は原町のみ。丁番を持たない単独町名である。住居表示実施地区。郵便番号は332-0025。

## 地理
川口市の南部に位置する。おおむね縦に長い長方形の区域となっている。高層マンションや住宅が建ち並ぶ。

## 歴史

### 沿革
- 1939年（昭和14年）6月1日 - 大字横曽根の一部から原町が成立[5]。
- 1974年 (昭和49年)  9月1日 - 原町の一部(原町小学校周辺。環状線通り南側かつ荒川より北側)が 飯原町4～8番地に編入 [6]。

## 世帯数と人口
2018年（平成30年）3月1日現在の世帯数と人口は以下の通りである。
| 町丁 | 世帯数    | 人口    |
| ---- | --------- | ------- |
| 原町 | 1,343世帯 | 3,141人 |

## 小・中学校の学区
市立小・中学校に通う場合、学区（校区）は以下の通りとなる。
| 番地 | 小学校             | 中学校           |
| ---- | ------------------ | ---------------- |
| 全域 | 川口市立原町小学校 | 川口市立西中学校 |

## 交通
地内に鉄道は敷設されていないが、京浜東北線川口駅が最寄り駅となっている。

### 路線バス
国際興業バス 「原町」停留所
- 川51 川口駅西口 - 飯塚1丁目 - 原町 - 西川口6丁目 - 西川口駅西口

川口市コミュニティバス (1.川口、鳩ケ谷線) 「西スポーツセンター入口」停留所
- 川口駅西口 - 西スポーツセンター入口 - 西川口3丁目 - 川口市役所 - 五右衛門橋 - 変電所 - 鳩ケ谷庁舎 - 鳩ケ谷駅東口

### 道路
地内に国道および主要地方道・一般県道は通っていない。
- 環状線通り

## 施設
地区南部、原町集会室の向かいに遊具を配した無名の公園があった。後に遊具は老朽化のため撤去されている。
- 千葉外科内科病院
- 川口市営原町住宅
- 原町市営住宅集会室（原町集会室）